# Lycidas furvus
Lycidas furvus är en spindelart som beskrevs av Song D., Chai I. 1992. Lycidas furvus ingår i släktet Lycidas och familjen hoppspindlar. Inga underarter finns listade i Catalogue of Life.